# Nino Machaidze
Nino Machaidze (en géorgien : ნინო მაჩაიძე), née à Tbilissi le 8 mars 1983, est une soprano colorature géorgienne. 

## Biographie
Elle prend des cours de chant et de piano au conservatoire de Tbilissi. Elle commence sa carrière lyrique  tenant successivement les rôles de Norina (Don Pasquale), Zerlina (Don Giovanni) et Rosine (Le Barbier de Séville), au Théâtre Paliachvili de Tbilissi. Elle est ensuite admise - puis diplômée - à l'Academia del Teatro alla Scala de Milan où elle chantera le rôle de Lauretta dans Gianni Schicchi de Puccini et surtout celui de Marie dans la Fille du Regiment de Donizetti, en 2007. Elle remporte le prix Leyla Gencer la même année. 
La carrière de Nino Machaidze prendra néanmoins un réel essor international en 2008, au Festival de Salzbourg. Anna Netrebko, alors  enceinte, n’est pas en mesure d’assurer son engagement dans Roméo et Juliette, l'opéra de Gounod. Nino Machaidze la remplace dans le rôle de Juliette et donne la réplique à Rolando Villazón.
Nino MachaIdze enchaîne les rôles dans les plus grandes maisons d'opéra : au Teatro Comunale de Bologne, à la Fenice, au Théâtre de la Monnaie à Bruxelles ou encore au Theater an der Wien mais aussi à l'Opéra de Los Angeles (dans le rôle d'Adina dans L'elisir d'amore en septembre 2009) ou encore au prestigieux Metropolitan Opera de New York où elle fait ses débuts en janvier 2011 dans le rôle de Gilda (Verdi). En 2011, on retrouvera Nino Machaldze au Royal Opera House, Covent Garden dans Roméo et Juliette ou à l'Opéra de Paris dans Rigoletto avant un retour à la Scala et un passage au Liceu de Barcelone.
Elle a obtenu une reconnaissance internationale après son interprétation du rôle de Lauretta dans l'opéra de Puccini, Gianni Schicchi, à La Scala, qui lui a donné l'occasion de jouer Juliette dans l'opéra de Gounod, Roméo et Juliette, au festival de Salzbourg, face à Rolando Villazon,.
Outre les grands classiques du répertoire belcantiste, Nino Machaidze aborde des rôles dans des œuvres plus rares, de Rossini en particulier, telles que Le Siège de Corinthe en 2017 au Rossini Opera Festival, Otello, La Gazza Ladra, Il Viiaggio a Reims, Il Turco in Italia...

## Discographie
- Fedora, de Giordano, dans le rôle de la comtesse Olga Sukarov, avec Angela Gheorghiu, et Plácido Domingo. Orchestre et chœurs de La Monnaie. Deutsche Grammophon, 2010.
- Romantic Arias, de Rossini, Donizetti, Massenet, Bellini, Gounod, avec l'orchestre du Teatro Comunale di Bologna. Sony, 2011.
- Rigoletto de Giuseppe Verdi, dans le rôle de Gilda, avec Leo Nucci dans le rôle de Rigoletto. Enregistré au Teatro Regio di Parma. Blu-ray, chez C Major, 2013.
- I puritani de Bellini, dans le rôle de Elvira, avec Juan Diego Florez enregistré au Teatro Comunale di Bologna, DECCA
- Arias and scenes, avec l'Orchestre national de France, dirigé par Daniele Gatti, Sony, 2013.